# Agrilus baboquivariae
Agrilus baboquivariae är en skalbaggsart som beskrevs av Fisher 1928. Agrilus baboquivariae ingår i släktet Agrilus och familjen praktbaggar. Inga underarter finns listade i Catalogue of Life.